# Protectorat francès del Marroc
El Protectorat Francès del Marroc (àrab: حماية فرنسا في المغرب, Ḥimāyat Firansā fī l-Maḡrib; francès: Protectorat français du Maroc) fou un protectorat de França sobre el soldanat del Marroc, establert pel tractat de Fes del 30 de març de 1912. La part nord del país quedava sota protectorat espanyol. Vegeu Protectorat Espanyol al Marroc. Sobre els territoris del sud, vegeu Cabo Juby i Río de Oro.
El protectorat es va acabar amb la independència el 2 de març de 1956.

## Establiment del protectorat
El primer intent francès sobre Marroc fou el 1884 quan França va fer públic un projecte per la rectificació de la frontera algeriana que suposava l'annexió de la part oriental del Marroc. L'oposició de Gran Bretanya i Itàlia ho va fer impossible, i només va aconseguir més tard algunes modificacions a la zona de Figuig i Tuat.
El 1897 el sultà va enviar una ambaixada a França i el 1898 va fer front a algunes revoltes a la frontera algeriana. El 1902 el sultà va concedir a França el permís per construir el ferrocarril al sud del territori passant per l'oasi de Figuig i un recorregut de 1500 km. També va encarregar moneda a França i Alemanya.
La revolta a la zona de Fes, el 1902, del pretendent Er-Rogui o Bu-Hamala (els seus enemics l'anomenaven Bu_Hamara), va obligar al sultà a demanar un préstec a Espanya i França. El 1904 fou nomenat paixà de Tànger Er-Raisuli, que se sospitava havia participat en el segrest d'uns súbdits americans. França va signar convenis amb Gran Bretanya i Espanya i fet això va decidir establir policia pròpia a Tànger dirigida per oficials francesos. En el conveni amb Espanya, els dos països es van repartir el Marroc secretament en dos zones d'influència.
El 1905 les protestes d'Alemanya, que considerava que els tractats signats vulneraven el conveni internacional de Madrid sobre el Marroc, es van solucionar amb el reconeixement de la situació de privilegi de França. El sultà va proposar arranjar definitivament els afers marroquins amb una conferència internacional i tots els estats signataris del conveni de Madrid ho van acceptar. Es va reunir la conferència internacional a Algesires (vegeu Conferència d'Algesires) iniciada el 16 de gener de 1906. Les divuit sessions es van acabar el març; Alemanya va intentar afavorir a Espanya però el govern espanyol ja estava lligat amb França pel tractat secret. Les decisions de la conferència foren acceptades pel sultà el 18 de juny
El 1906 es van produir noves revoltes, especialment a la zona del riu Mouluya, i França va planejar altre cop estendre la seva frontera algeriana abraçant part del Marroc. A finals d'agost o començaments de setembre, el cadi d'Haha, Anflus, va fer una operació contra Mogador, i a Marràqueix el virrei Muley Abd al-Hafid, cunyat de Mulay Abd al-Aziz, va començar a utilitzar el títol de sultà. La policia francesa havia d'actuar a les ciutats de la costa, i la situació va provocar la intervenció de la marina franc-espanyola que van fer alguns atacs encara que l'esquadra espanyola no va continuar.
El març de 1907 el metge francès Mauchamp fou assassinat a Marrakech. El dia 29 el general francès Lyautey, comandant de les forces d'Orà, ocupava la ciutat marroquina d'Oujda. Per la seva evacuació França va imposar condicions (càstig pels assassins, indemnització per la família i creació d'un establiment de beneficència), que foren immediatament acceptades. Però Oudja no fou evacuada.
El 9 de juliol França va començar a practicar als ports la investigació duanera. Va córrer el rumor que pedres de sepulcres s'havien utilitzat en la construcció d'un port, i el dia 30 de juliol vuit estrangers (tres francesos, tres italians i dos espanyols) foren assassinats. El 4 d'agost el general Lyautey era nomenat comandant en cap d'una expedició militar; el 5 d'agost França va fer la corresponent represàlia: els creuers de guerra Galilée i Du Chayla van desembarcar forces a Casablanca i van atacar les cabiles de la regió amb granades de melinita. Des de Casablanca el general Drude, amb 15.000 homes, va iniciar l'anomenada pacificació del país.
Mentre una altra esquadra dirigida per l'almirall Philibert, amb 9 vaixells, amenaçava els ports del nord i nord-oest. El dia 16 d'agost Muley Hafid fou proclamat sultà a Marrakech, amb un programa d'alliberament nacional contra el jou estranger. Al mateix dia també es va proclamar sultà a Tànger Muley Muhammad, tercer fill de Muley Hassan. En endavant el govern francès va haver de fer les seves accions en nom de Muley Abd al-Aziz, que depenia financerament de França. Els ambaixadors de Muley Hafid no foren rebuts ni a París, ni Berlín (17 d'octubre) ni a Londres. Mentre les tropes d'Amade, successor de Drude, van passar a Chauya (començaments del 1908, fins al 1909). Altres tropes van avançar des d'Alger i el sud d'Orà, movent-se cap al sud i sud-est del Marroc. Dahra fou declarada província francesa i Bu-Denib residència del governador general del Oued Chir.
El maig de 1908 Alemanya va acceptar rebre els delegats del sultà de Marrakech; Hafid va entrar a Fes el 7 de juny i Abd al-Aziz ja només era reconegut sultà a les ciutats de la costa occidental. Cap a mitjans d'agost les tribus lleials a Hafid, dirigides pel cadi al-Glaoui (mort a finals d'octubre de 1908) van aconseguir derrotar les forces dels rahama, fidels d'Abd al-Aziz, a una distància de dos dies de Marrakech, i Abd al-Aziz va haver de fugir refugiant-se entre els francesos.
En lloc d'evacuar Chauya com s'havia pactat, els francesos van ocupar Azemmour el 30 de juny, mentre allà on actuaven de policia cometien alguns abusos. El 26 de setembre de 1908 es va produir l'anomenat incident de Casablanca, que per la prudència de tots plegats no va tenir conseqüències. El febrer de 1909 les potències signatàries de la Conferència d'Algesires van reconèixer a Mulay Hafid com a sultà. La qüestió de si hauria de pagar les despeses de l'expedició militar francesa (cent cinquanta milions de francs) i la indemnització al sultà deposat, van quedar sense decidir. Les operacions militars franceses la resta del 1909 es van limitar a una expedició del general Moinier contra les tribus dels Saos, acusades de la mort del tinent francès Meaux.
El 26 de gener de 1909 els comerciants i banquers de Tànger es van agrupar en un sindicat per defensar els seus interessos. El 9 de febrer es va signar un conveni franc-alemany que garantia els interessos comercials i industrials alemanys al Marroc.
Les qüestions pendents amb el sultà van ser objecte de negociació. Les converses de París van arribar a un acord però el sultà no el volia acceptar i fou necessari un ultimàtum francès; el conveni fou finalment signat el 4 de març a París. El 17 de febrer es va formar a París la Societat Internacional Marroquí d'Obres Públiques amb un capital de dos milions de francs (50% francès, 30% alemany i 20% espanyol i britànic per meitat) amb un consell d'administració amb 6 francesos, 4 alemanys 1 britànic i 1 espanyol. El 21 de març França va concedir un préstec al Marroc amb el qual s'havia de pagar el que pertocava.
El 22 de maig el Tribunal Internacional de La Haya va dictar resolució sobre l'incident de Casablanca, que les dues parts, Alemanya i França, havien sotmès a aquest tribunal. El novembre del 1909 França va acceptar el fet que el préstec de noranta milions que tenia Marroc per pagar als seus creditors tenia prioritat sobre el de setanta milions per pagar les despeses de l'expedició francesa. Una qüestió escabrosa fou la dels terrenys que podien adquirir els estrangers en una zona de 12 km de Tànger que havia estat establert per l'article 60 de l'acta d'Algesires i el sultà no acceptava; el 5 de maig van protestar els comerciants i els governants van anunciar que el tractat o era complert íntegrament o seria denunciat i així el sultà va haver d'acceptar l'article l'11 de juny, i va ordenar que es determinessin els terrenys que es podien adquirir en una zona de 10 km. El sultà havia designat també el 4 d'abril una comissió per determinar els deutes dels anterior soldans amb els estats i havia nomenat una secció administrativa del ministeri d'Hisenda encarregada de construir els ports de Casablanca i Tànger, les carreters a la rodalia d'aquesta i els ponts de la carretera Tànger-Tetuan. Tanmateix es va establir un Banc amb una concessió de 40 anys i amb drets d'inspecció de les comptes per bancs de les potències principals (França, Alemanya, Espanya i Gran Bretanya).
La tranquil·litat era difícil de restablir, ja que primer es van rebel·lar (1909) les tribus de Haha i Draa i després van seguir altres promogudes per Bu-Hamara o Hamala (conegut com a Er-Roghi) i Muley Abd al-Kebir (germà de Muley Hafid), que va continuar la tasca rebel del seu germà Muley Mohammed, assassinat per verí una mica abans per orde de Muley Hafiz. Aliat tàcitament a Er-Rogui va operar a l'oest de Fes mentre el seu aliat ho feia a l'est i sud-est. Forces del sultà foren enviades a Ait-Jussi al sud-est de Fes, on van aconseguir la victòria però el 17 d'abril els Beni Mtir revoltats i units a altres tribus, van derrotar completament a les forces del sultà, destruint gairebé els seus tres exèrcits. Als Bani Mtir s'havia unit el notable Al-Kittani, un dels personatges principals del país, que havia estat acusat injustament pel sultà de traïció, però els Banu Mtir el van entregar i condemnat a 1000 cops de fuet a Fes, va morir del càstig al cap de pocs dies.
La gran victòria del Banu Mtir va provocar l'aixecament de diverses tribus entre Fes i Rabat. El 24 de maig els Beni Mtir van aconseguir una altra victòria, però derrotats el juny es van sotmetre finalment. Muley Abd al-Kebir va haver de fugir a les muntanyes Seshun on va demanar clemència. Però llavors Er-Roghi va atacar a les forces del sultà a la vora de la ciutat de Fes, deixant als europeus en situació critica i a punt de l'evacuació, encara que finalment la mehalla lleial, dirigida per Baghdali, va derrotar el Roghi el 24 de juny a 15 km de Fes. Durant sis setmanes el rebel va provar de recuperar-se però abandonat per les tribus, va patir una derrota decisiva el 12 d'agost, i el seu harem, el seu seguici i 10 notables foren fets presoners; ell mateix fou capturat el 23 d'agost a la zawiya de Muley Omram a la regió dels Beni Masar. Tancat en una gàbia de ferro fou portat a Fes on fou afusellat el 12 de setembre; els seus col·laboradors principals foren torturats i se'ls van tallar extremitats i altres actes cruels fins a morir lentament.
Aquesta crueltat va provocar l'aixecament d'algunes cabiles i de la regió de Taza (que havia estat la capital del Roghi) i les tribus de la seva rodalia no van reconèixer a Muley Hafiz. Muley Abd al-Kebir, refugiat a les muntanyes, va aprofitar per proclamar la guerra santa a Ghiata; el novembre va derrotar l'exèrcit del sultà i va entrar a Taza el 9 de desembre, on fou proclamat sultà. A primers de febrer de 1910 va derrotar altre cop a les forces del sultà i la seva posició va esdevenir forta com havia estat la del Roghi.
Pel seu costat Espanya anava ampliant el seu domini i el 15 de febrer de 1909 es va apoderar de l'anomenada Mar Chica al costat de Melilla, i el març del Cap de l'Aigua (Cabo de Agua), també a l'est de la mateixa ciutat. El juliol va sorgir un greu conflicte quan Espanya va concedir la construcció del ferrocarril de Melilla a les mines de Dessula (20 km), districte miner adquirit per una companyia espanyola als Bu-Hamara, però els verdaders propietaris eren els Beni Bu-Ifror que no van voler reconèixer la concessió. Per manca d'acord la qüestió va provocar una campanya militar. El març de 1910 va iniciar la construcció de la carretera entre Ceuta i Tetouan i Tànger, i va reforçar la guarnició a Ceuta que va augmentar fins a 12.000 homes.
El 1910 França i Alemanya van negociar la qüestió de les duanes i enviaments postals. L'acord de 3 de març va suposar la retirada de tots els impostos per part dels francesos. No es va solucionar la qüestió d'una concessió minera de coure i ferro dels germans Mannesmann de Westfàlia, la validesa de la qual era discutida. La casa Mannesmann va agafar el nom de Sindicat Miner del Marroc, però la seva rival, la Unió de Mines del Marroc, francesa, va aconseguir finalment la publicació d'una llei de mines que la va afavorir, mentre el govern alemany va donar poc suport als seus súbdits. L'abril, Alemanya, per mitjà de la companyia Jahn & Toledano va obtenir el contracte del port de Larraix (Larache). En el terreny polític interior el Raisuli, paixà d'Arzila, fou nomenat paixà d'Alcázarquevir (10 de juny). El 15 de novembre Espanya i Marroc van arribar a un acord sobre el Rif, que establia les bases del protectorat espanyol.
El 14 de gener de 1910 el capità Nancy fou emboscat per la tribu zoer i va perdre alguns homes entre ells el tinent Marchand, i França va enviar reforços a la Chauya; el general Lyautey va ocupar diversos poblets de la part oriental. El governador francès d'Algèria Jonnart va visitar la zona com si fos una província francesa. Les operacions militars franceses el 1910 es van reprendre el juny pel general Moinier, quan va aparèixer el santó i cap rebel Ma el-Ainin a la província de Tadla, i va avançar cap a Chauya. Ma el-Ainin, de més de 90 anys, era molt respectat al sud del Marroc i havia demanat una entrevista al sultà, però el general francès li va enviar forces militars. Es va produir un primer xoc que va anar seguit d'un altre més important el 23 de juny a Kasba Sidania a la riba del Umm er-Rbia, on els marroquins van perdre 1300 homes. El 3 de desembre de 1910 el creuer francès Du Chayla, al·legant la vigilància del contraban d'armes, es va presentar enfront d'Agadir, però Alemanya va protestar i es va retirar.
El gener de 1911 la situació va canviar quan una tribu de la regió de Fes, els cherardes, van atacar a forces franceses al Djebel Tselfalt. Va seguir la revolta de moltes altres tribus que van tallar les comunicacions entre Fes i Tànger. El sultà va enviar les seves forces, uns 2600 homes sota comandament del coronel Mangin, contra els rebels. Es van produir nombrosos combats en què els rebels van portar la pitjor part, però el 12 de març van atacar Fes, que es va salvar per la tornada de Mangin. El 14 de març França va imposar el reforçament de les seves forces al Chauya, noves concessions econòmiques i la formació de l'exèrcit i policia del sultà. El dia 15 els rebels van cremar el palau del sultà però l'ofensiva e Mangin va derrotar els rebels i els va obligar a capitular.
França va decidir enviar fons al sultà pel pagament de l'exèrcit, i provisions per les tropes que van haver de passar pels territoris del Raisuli, però ho van aconseguir. Una força dirigida per Bremond es va dirigir a Fes (11 d'abril) i el capità Morceaux va quedar al front de la ciutadella, però inactiu. França va enviar quatre batallons a Casablanca el dia 18 d'abril fent apujar les forces franceses al Marroc a entre 320000 i 350000 homes sota el comandament del general Moinier, a més de 12000 homes a la frontera procedents de la divisió d'Orà.
Un altre pretendent, Tazzia, va proclamar la guerra santa i amb 1200 homes es va presentar el 20 de maig prop de Fes. Els francesos van ocupar Debdou (Debdu) i el general Toutée estava a punt de travessar el riu Muluya per dirigir-se a Fes, però sota pressió d'Espanya i Alemanya, el govern francès va ordenar aturar les forces. França al·legava que les seves forces actuaven en defensa del sultà; Bremond va arribar finalment a Fes el 26 d'abril després de derrotar a les tribus de la rodalia (fou ascendit a coronel). Un atac final de les forces del sultà als rebels van deixar tranquil·la la situació, sense possibilitat pels rebels d'atacar la capital.
El general Moinier volia reunir deu mil homes i anar a Fes, però quan en va tenir set mil ja va iniciar operacions l'11 de maig. Va combatre a les tribus de Semmur i de la zona d'Aghmat. Va avançar cap a Fes per Mehedia, Leila Ito i Dar Srari; va evitar el congost de Segotta i va passar a uns 10 km al nord pel Djebel Tselfalt i la primera columna va arribar a Fes el 21 de maig, després d'alguns enfrontaments amb els cherarda; la segona columna (dirigida per Gouraud) va arribar tres dies després. Moinier fou ascendit a general de divisió junt amb el general Toutée. Les operacions següents de Moinier iniciades el 28 de maig, van completar la submissió de les tribus de la zona de Fes.
Operacions concretes es van fer per ocupar Nsala Beni Amar, Meknès i Sefru. L'ocupació de les dues primeres els va garantir una doble línia de comunicació amb la costa, i la possessió del Gharb i de la petita Sefru garantia la comunicació de Fes amb Taza i amb Orà contra els atacs de les tribus del sud. Nsala Beni Amar fou ocupada l'1 de juny; a Sefru hi fou enviat Mangin el 29 de maig; va dispersar als Ait Jussi però sense trencar la seva força; una guarnició es va establir a Sefru però noves expedicions contra els Ait Jussi es van haver d'enviar l'agost i setembre. Moinier es va dirigir al seu torn contra Meknès pel territori del Beni Mtir, als que volia sotmetre pel camí, però el van atacar la nit del 4 de juny i li van causar fortes pèrdues, encara que va poder arribar a Meknès el 8 de juny. Muley al-Zin, cunyat de Muley Hafiz, s'havia proclamat sultà el 20 d'abril a Meknès, però va acceptar sotmetre's a Moinier que va instal·lar 1500 homes a la ciutat.
Per raons desconegudes el govern francès va ordenar a Moinier evacuar Fes; en aquestos dies les forces de Moinier van començar a sotmetre als Bani Mtir i el juliol els va ocupar la seva principal fortalesa Ksaba al-Hadjet a 40 km de Meknès; tres setmanes després es van sotmetre els darrers resistents de la tribu. A partir del 6 de juliol Moinier va iniciar l'obertura de la carretera entre Rabat i Fes passant per Tafilalt, Suk al-Arba, Ain al-Orma i Meknès. En aquesta zona operaven els semmur; va rebre reforços del general Ditté i el coronel Braulieres, però ja no va dirigir l'evacuació de Fes i al·legant estar malalt de febres va anar a Rabat i d'allí a Casablanca en vaixell (el creuer Forbin) i fou substituït pel general Dalbiez, que el 14 de juliol va iniciar l'evacuació encara que van quedar guarnicions fortificades a diversos punts de la carretera (un total de sis mil homes dels que tres mil van restar a Meknès o rodalia i uns 1200 a la mateixa Fes), guarnicions que eren nominalment de tropes indígenes manades per oficials francesos. Les tropes franceses al Marroc es van dividir en tres seccions: a Mehedia sota el general Ditté, a Meknès sota el general Dalbiez i a Chauya sota el coronel Braulieres. El port de Mehedia va quedar sota administració francesa i a les carreteres entre Fes i Casablanca i Rabat es van construir vies militars.
La primavera del 1911 Muley Hafiz va decidir acceptar el protectorat francès. El ministre d'afers estrangers francès, Crupi, el dia 20 de maig va declarar que no es podia acceptar aquesta petició sense vulnerar els acords d'Algesires, però en realitat França ja havia signat un acord secret de protectorat amb el sultà el dia 10 d'abril, sobre el model del Pacte del Bardo signat a Tunísia el 1881. L'actuació militar francesa feia témer als espanyols que perdrien la seva zona d'influència i el 4 de juny un vaixell de guerra espanyol fou enviat a Larraix; van desembarcar el dia 8 i va seguir Alcázarseguir (Al-Ksar al-Seghir); les tropes espanyoles les manava el coronel Silvestre. Aquestos moviments es van justificar per l'activitat de les tribus i del pretendent rebel Tassia; les forces espanyoles van desarmar a les guarnicions marroquines, van travessar el riu Lucos, van prendre posicions en la carretera d'Alcázarseguir a Fes i Arzila, van refusar l'accés a la ciutat de forces del sultà, i van imposar tributs a tot el districte. França rebutjava la iniciativa espanyola però finalment els dos governs es van entendre el juliol. La situació va esdevenir altre cop tensa quan Espanya va manifestar la seva intenció d'ocupar Santa Cruz de la Mar Pequeña que li havia estat cedida després de la pau de Tetouan del juny de 1860.
Alemanya estava intranquil·la amb l'actitud francesa de fets consumats cap al protectorat, i va enviar a Agadir a la canonera Panther oficialment per defensar als seus nacionals (les empreses Atlasgesellchaft, Gondasi Gesellchaft, Marx & Co d'Hamburg i Mogador, i Germans Mannesmann), provocant l'anomenat "incident d'Agadir". L'1 de juliol la Panther va deixar el port, oficialment per ser reparada, i la va substituir al cap de cinc dies el creuer Berlin sota comandament del capità de fragata Löhleim; al cap de 8 dies aquest fou substituït per la canonera Ebrer. Aquesta situació fou aprofitada per les tribus d'Adrar, oposades a la intervenció estrangera, que van avançar l'agost cap a Houwara i Ulad Jahja Tarudant, i van intentar destruir la casbah del governador del Sus on hi havia tres representants de l'empresa dels germans Mannesmann. L'octubre França i Alemanya van arribar a un principi d'acord que va establir algunes compensacions econòmiques per a Alemanya al Congo Francès, que foren formalitzades el 4 de novembre, ratificada per l'entrevista a Berlín entre Kilderlen-Wachter i el delegat francès Jules Cambon (auxiliat pel seu germà Paul Cambon, ambaixador a Londres, per Barrère, ambaixador a Roma, i per Bertie, ambaixador britànic a París). La situació d'Alemanya era incomoda perquè Gran Bretanya i Rússia havien donat suport a França. El resultat final de l'acord era que Alemanya deixava a França les mans lliures al Marroc a canvi de territoris del Congo Francès, que conformarien el Nou Camerun i permetrien la sortida de les possessions alemanyes a l'Àfrica Centrals, i d'altres compensacions menors. L'aplicació del tractat en els aspectes litigiosos quedava sotmès a arbitratge. La ratificació de l'acord es va fer a París el 12 de març de 1912 i el pacte de protectorat es va signar a Fes el dia 30 de març de 1912. Com a representant, francès va signar l'ambaixador a Tànger, Regnault.
El 27 d'abril de 1912 el general Lyautey va ser nomenat resident-general al Marroc i el cònsol francès a Fes, Gailard, fou nomenat secretari general. Les atribucions del resident general foren regulades per decret el 12 de juny. El tractat fou mal acollit per les tribus. El primer combat seriós fou el de Mahiridia contra els Beni Warain, amb 25 morts francesos a més de 100 ferits. Les tropes del sultà es van amotinar a Fes el 17 d'abril, i van arrossegar a 4000 homes (la guarnició francesa era de menys de 1500) amb el suport de la població. Els rebels havien preparat un complot en el qual el sultà havia de ser fet presoner a Rabat junt amb l'ambaixador Regnault que l'acompanyava, però el viatge del sultà i l'ambaixador a aquesta ciutat es va retardar i el pla va fracassar. Els francesos a Fes van quedar assetjats fins al dia 18 que hi va arribar el general Moinier amb forces procedents de Dardibiagh i Meknès; després de tres dies de lluita el general va entrar a la ciutat el dia 21, va declarar l'estat de setge i va imposar multes als que havien participat en la revolta. 15 oficials i 40 soldats francesos van morir en aquestos combats (a més de 74 ferits, i 13 civils morts); 48 marroquins foren condemnats a mort i afusellats, però això no va aturar la revolució en tot el país; una divisió de cavalleria del sultà de 175 homes va desertar i es va unir a les tribus berbers revoltades vora Fes; Lyautey va demanar reforços; el 26 i 27 de maig Fes fou atacada i ocupada en part; el govern francès va decidir l'enviament de noves forces (es va passar de 35000 a 47000 homes). El coronel (després general) Gouraud va poder rebutjar finalment als atacants el 5 de juny, i llavors el sultà i Regnault van poder viatjar a Rabat.
A finals de juliol les forces del general Dalbiez operaven al sud i sud-oest de Fes i les de Gouraud al nord-oest i est, amb base a Sefru, i van aconseguir expulsar a les tribus rebels de tota la zona. Diversos pretendents (roghis) havien sorgit arreu, i la revolta afectava a tot el territori de Dukkala entre Marràqueix i Mazagan. El 25 d'agost el cap rebel Al-Hiba va ocupar Marrakech i va agafar als francesos de la ciutat incloent el cònsol i el vicecònsol. Lyautey va haver d'enviar a Marrakech al coronel Mangin, que va entrar a la ciutat el 7 de setembre. Al-Hiba havia provocat en poc temps l'oposició de la població per les seves mesures poc encertades, i els caids Al-Galoui i Mtugi van donar ara suport als francesos, amb els que abans no simpatitzaven, i van provocar un aixecament que va salvar als presoners francesos i va obligar a Al-Hiba a fugir cap al sud; els francesos van ocupar també Safi i Mogador.
La qüestió de l'assignació de despeses pel sultà fou negociada per aquest intentat cobrar el màxim possible. Quan va demanar una pensió complementària, se li va concedir a canvi d'abdicar. Finalment va abdicar l'11 d'agost i fou substituït pel seu germà Muley Yusuf, coronat el dia 13. Espanya al·legava el tractat secret del 3 d'octubre del 1904 per l'ocupació de Larraix i Alcázarseguir, però França exigia compensacions i en concret la Vall de l'Aigua (ocupada el 1908) i la vall d'Uerga; altres litigis afectaven a l'administració de duanes i al ferrocarril Tànger-Fes. Finalment els dos estats van signar un acord a Madrid el 27 de novembre de 1912, que a grans trets reconeixia la sobirania (no l'anomenava protectorat) espanyola a la part nord-occidental del Marroc.
L'anomenat corredor de Taza al sud de Fes va romandre agitat, però tant aquesta regió com la part occidental del protectorat van quedar ocupats la primavera del 1913. El maig de 1914 fou ocupada Taza i el juny els francesos van entrar a Kenitra centre de les tribus zaias rebels.

## Primera Guerra Mundial
En esclatar la Primera Guerra Mundial el general Lyautey va rebre l'ordre (27 i 28 de juliol de 1914) de limitar l'ocupació a les places costaneres (el "Marroc útil") i enviar tots els soldats a França. Tot seguit 37 batallons van retornar a la metròpoli. Taza i els zaias es van revoltar immediatament, però els tres principals caids de les muntanyes de l'Atles i els paixàs de Turudant i Tiznit a la zona d'Agadir, van romandre lleials. El 1915 les tribus del Uadi Ouerga, subvencionades per agents alemanys que actuaven des de la zona del Protectorat Espanyol al Marroc, van iniciar atacs que van seguir el 1916. Al Tafilelt un príncep reial es va proclamar sultà (de Marroc, no de Tafilelt). El 1917 el cap rebel Al-Hiba va patir una derrota seriosa a Oujda i les seves forces es van desbandar en els mesos següents fins a la primavera del 1918; a finals d'aquest any les forces franceses tornaven a dominar la vila de Tafilelt.

## Període 1918-1925
El 1918 els francesos lluitaven a quatre fronts: a la zona fronterera amb el Protectorat espanyol, contra les tribus del Rif i la Yebala; a l'Atles central contra els berbers; al centre contra els poderosos caids Al-Glaoui, Mtuggi, i Gundolfi; i al sud, a la regió de Tafilelt i Kut Aissa. Les operacions foren nombroses però progressivament els francesos es van anar imposant i el 1923 totes les regions es podien donar per pacificades encara que restaven alguns focus de resistència.

## Guerra contra la República del Rif
Les armes de què disposaven els rifenys, i que havien estat utilitzades contra Espanya, els foren donades en gran part pels alemanys amb la intenció de ser utilitzades contra els francesos. L'abril de 1925 Abd el-Krim va atacar territori francès, a la carretera de Taza a Oudja, va massacrar a les tribus que romanien lleials a França i va amenaçar Ouazzan i Taza. França va enviar tropes a la frontera nord del protectorat que foren també reforçades amb quatre batallons vinguts des d'Algèria. El maig 18 batallons d'infanteria. 6 esquadrons de cavalleria i 18 bateries van entrar en acció: una columna cap al nord de Fes, una central prop de Tissa, i una tercera a l'est a la regió de Taza. Els esforços francesos es dirigien a alliberar les posicions militars assetjades pels rifenys i per les tribus que els feien costat; immediatament els francesos van entrar a Ouergha, eliminant el perill que podia suposar per Fes el no dominar aquesta posició. L'arribada de reforços francesos des de la metròpoli va fer augmentar l'ofensiva i el 13 de maig van derrotar els rifenys al mont Biban i es va establir una línia francesa entre aquest punt i Kalaat es-Sless, dominant la carretera de Fes.
El 17 de juny França i Espanya es van començar a coordinar amb la celebració d'una conferència preliminar que tenia per objectiu eliminar el contraban que es feia sobretot des de Tànger i altres punts de la costa. El 23 de juliol es va fixar la cooperació franco-espanyola tant en el contraban com en l'actuació política i militar. Es va fer una proposta de pau a Abd el-Krim, però aquest va respondre el 15 d'agost amb una carta oberta a l'assemblea francesa, en la qual acusava al mariscal Lyautey d'haver-lo obligat a la guerra, i demanava la pau i la independència del Marroc. El govern francès preparava l'enviament de nombrosos reforços i va nomenar com a cap militar al general Naulin. Pocs dies després, en protesta per haver estar apartat del comandament, va dimitir Lyautey, que fou substituït al cap d'un mes per Théodore Steeg, governador d'Algèria. El general Philippe Petain fou enviat també per coordinar la gran ofensiva.
Quasi al mateix temps que el desembarcament espanyol a Ajdir va començar l'ofensiva francesa amb 40 avions bombardejant Xexaouen. L'11 de setembre les forces franceses van avançar en un front de més de 50 km entre Ain Acha i Fezel Beli, trobant poca resistència. El 16 de setembre els rifenys foren derrotats altres cop al massís de Biban, i es van haver de retirar; la tribu dels Beni Zeruel es va sotmetre i entre novembre i desembre altres tribus del protectorat francès van seguir el seu exemple.
A finals de 1925 va arribar a París el capità britànic Gordon Canning, amb propostes de pau d'Abd el-Krim, però el govern francès va rebutjar rebre'l. Els rifenys van patir diverses derrotes els primers mesos de 1926 i es van desmoralitzar; la pèrdua de les collites i les malalties que els afectaven van contribuir al seu ensorrament moral. El 23 de maig els francesos van ocupar Targuist i Abd el-Krim es va haver de rendir a Izemouren el 27 de maig de 1926; el 30 de maig, en una carta al general Boichut, comandant de les forces franceses, demanada la protecció francesa per a ell i la seva família a canvi d'alliberar als presoners francesos. Fou portat a Fes el 4 de juny i enviat després a l'exili a l'illa de la Reunió. El germà d'Abd el-Krim, comandant de l'exèrcit del Rif, es va entregar als francesos el juliol. El 20 d'octubre un grup de resistents va agafar a un grup de soldats francesos a la regió de l'Atles i el seu rescat va exigir llargues negociacions. Alguns grups guerrillers rifenys o aliats als rifenys van continuar actius fins al 1927. El 1928 la tribu dels Ait Wadrim, una de les més importants amb 12.000 membres, va fer submissió incondicional, i durant la resta de l'any la pau només fou pertorbada per actes més de bandidatge que militars.
Inesperadament el resident francès, Steeg, va dimitir el 2 de gener de 1929. La raó fou que una llei aprovada recentment pel parlament prohibia als seus membres ocupar un càrrec remunerat més de sis mesos, i com que era senador no podia exercir també el de resident, i encara que els sis mesos no havien passat preferia fer-ho immediatament. El va substituir Lucien Saint, anteriorment resident general a Tunísia, que va prendre possessió el 21 de febrer. Entre 1929 i 1932 els francesos van treballar a la zona de Tafilelt, construint nombroses posicions que van conduir a la formació d'un districte militar a la regió. Això es va fer no sense lluites entre les que cal esmentar l'atac berber a Al-Borgi, a uns 150 km al sud de Fes, que fou rebutjat; quan una columna francesa de 400 homes anava a Al-Borgi va caure en una emboscada dels Ait Hadida prop d'Ait Yakub i van morir 74 soldats i 7 oficials, a més de deixar 38 ferits; els Ait Hadida van atacar llavors el lloc d'Ait Yakub però foren derrotats en ser sorpresos mentre esperaven reforços. Aquestos incidents van provocar violentes discussions a la càmera francesa (25 de juny), ja que l'oposició criticava la política de "pacificació" del govern. Va afavorir al govern que en les següents setmanes es van sotmetre diverses tribus de la regió del Draa (extrem sud-oest del Marroc francès). El resident Saint va viatjar a París l'agost des d'on va telegrafiar al general Aure per felicitar-lo per les victòries aconseguides, en el qual més aviat fou una operació de propaganda del govern. No obstant a la frontera amb Algèria continuaven les lluites i el 14 d'octubre un destacament francès de 60 homes va caure en una emboscada a Jihani i van morir quasi tots.
L'1 de gener de 1930 es va declarar obert el port d'Agadir al tràfic internacional. També a començaments del 1930 es van descobrir jaciments d'hulla al sud-est i el govern del protectorat va prendre mesures per protegir la zona, especialment a Bu Denib prop de la frontera algeriana. Es va organitzar una expedició militar per pacificar definitivament la regió, però tot i la utilització de grans mitjans, les dificultats del terreny no van permetre arribar als punts claus de la rebel·lia, ni sotmetre a algunes tribus. L'abril de 1930 es va signar un conveni duaner amb el govern espanyol.
El 14 de setembre de 1933 el resident Saint fou substituït per Auguste Henri Ponsot. Al final del govern d'aquest va morir el darrer resistent de la regió del Tafilelt (primavera de 1936).

## Segona Guerra Mundial
El 22 de juny de 1940 el resident general, Hippolyte Noguès, va declarar la seva lleialtat al govern de l'estat francès dirigit pel mariscal Petain. El novembre del 1942 ela aliats van desembarcar al nord d'Àfrica i ràpidament les autoritats del protectorat van reconèixer l'autoritat aliada (8 de novembre). El 21 de juny de 1943 l'anomenat govern de la França Lliure va designar un nou resident general, Gabriel Puaux, que va estar en el càrrec fins al 1946.

## Residents generals
- Louis Hubert Lyautey (1854 -1934), governador militar 4 d'agost de 1907 - 28 d'abril de 1912; Resident-general des d'aquest dia fins a la seva dimissió el 25 d'agost de 1925 i en funcions fins al 4 d'octubre de 1925
  - Henri Gouraud (1879-1949) 12 de desembre de 1916-7 d'abril de 1917 (interí)
- Théodore Steeg (1868-1950) 4 d'octubre de 1925 - 1 de gener de 1929
- Lucien Saint (1867-1938) 2 de gener de 1929 - 14 de setembre de 1933
- Auguste Henri Ponsot (1877-1963) 14 de setembre de 1933 - 22 de març de 1936
- Marcel Peyrouton (1887-1983) 22 de març de 1936 - 16 de setembre de 1936
- Hippolyte Noguès (1876-1971) 16 de setembre de 1936 - 21 de juny de 1943
- Gabriel Puaux (1883-1970) 21 de juny de 1943 - 4 de març de 1946
- Eirik Labonne (1888-1971) 4 de març de 1946 - 14 de maig de 1947
- Alphonse Pierre Juin (1888-1967) 14 de maig de 1947 - 28d'agost de 1951
- Augustin Léon Guillaume (1895-1983) 28 d'agost de 1951 - 20 de maig de 1954
- Francis Lacoste (1905-1993) 20 de maig de 1954 - 20 de juny de 1955
- Gilbert Yves Édmond Grandval (1904-1981) 20 de juny de 1955 - 31 d'agost de 1955
- Pierre Boyer de Latour (1896-1976) 31 d'agost de 1955 - 11 de novembre de 1955
- André Louis Dubois (1903-1991) 11 de novembre de 1955 - 2 de març de 1956

## Banderes

Pavelló mercant

Bandera de l'estat 1912-1915

Bandera de l'estat 1915-1956

La bandera del protectorat, ja que nominalment conservava totes les atribucions d'un estat, era la bandera vermella de la dinastia, que es venia utilitzant des del segle xvii.
La bandera nacional fou modificada per decret (dahir) del 17 de novembre de 1915, publicada al Butlletí oficial 162, pagina 828, de data 29 de novembre de 1915, que diu: "Per raó dels progressos realitzats pel nostre imperi àrab i el prestigi adquirit, es fa necessari crear un emblema que distingeixi el nostre dels emblemes d'altres nacions, ja que la bandera adoptada pels nostres antecessors pot ser confosa amb altres, particularment amb banderes de senyals a la mar. Per això la nostre bandera portarà un segell de Salomó en verd i de cinc puntes al centre. Vulgui Déu guiar l'emblema pel camí de la prosperitat i la gloria en el present i en el futur". La mesura del segell no es va establir de fet fins al decret de 28 d'abril de 1956.
El pavelló civil fou establert per un annex del dahir es va publicar el 13 de març de 1919 al Codi Xerifià de Comerç Marítim, establint: "Capítol V. Sobre el pavelló àrab. Article 41. Les característiques seran les següents: un pavelló vermell amb el segell de Salomó verd i una tricolor a la cantonada superior a la part de la tela oposada al vol".
Aquest pavelló fou regulat pel decret d'1 de setembre de 1923, publicat a la Gazeta Oficial el 18 de setembre de 1923, pagina 1129, on l'article 41 diu: "El pavelló àrab mercant serà hissat a la mar als vaixells registrats a la zona francesa de l'Imperi Àrab, quan es trobi amb un vaixell de guerra, quan estigui a port i quan per les autoritats competents se li demani de fer-ho.
El pavelló es descriu de la manera següent: un pavelló vermell portant al seu centre el segell de Salomó verd de cinc puntes; el diàmetre del cercle imaginari que conté aquest segell és igual a un terç de l'altura del pavelló; aquest porta inserit a la part superior propera al pal, una tricolor rectangular vertical en blau, blanc i vermell; aquesta inserció cobreix un terç de les dimensions del pavelló total, i estarà vorejada d'una fimbriació blanca d'entre 3 i 5 mil·límetres depenent de la mesura del pavelló (hi havia quatre mesures: el pavelló més petit era d'1 x 1,5 metres, el més gran de 2m50 x 3,75 metres).

## Història postal
La primera agència postal francesa es va establir a Tànger el 1854 però el començament formal d'operacions fou el 1891 quan es van establir oficines postal a diversos punts del Marroc. Les oficines utilitzaven segells de França sobrecarregats amb pessetes i cèntims, amb la inscripció "Maroc" (després el 1911 en caràcters aràbics); el 1911 es van crear els correus xerifians pel correu local, amb unes emissions especials. L'1 d'agost de 1914 van aparèixer els primers segells del protectorat, antics segells amb sobrecàrrega ("Protectorat Francais") i el 1917 la primera sèrie totalment nova amb 17 segells i sis dissenys, en francs i cèntims i amb el nom simplement de "Maroc".

## Moneda
Entre 1912 i 1921 va utilitzar el rial marroquí subdividit en 10 dirhams i 50 mazunes. Es van emetre bitllets per la Banca d'Estat del Marroc entre 1910 i 1917, en rials i francs (de 4 rials-20 francs i 20 rials-100 francs). Després de 1919 tots els bitllets foren en francs. Monedes de 25 i 50 cèntims i d'un franc van ser posades en circulació el 1921. El 1928 es van introduir monedes de 5, 10 i 20 francs. Els francs van estar en curs fins al 1974.